# Ле-Бар-сюр-Лу
Ле-Бар-сюр-Лу (фр. Le Bar-sur-Loup) — коммуна на юго-востоке Франции в регионе Прованс — Альпы — Лазурный берег, департамент Приморские Альпы, округ Грас, кантон Вальбонн. До марта 2015 года коммуна являлась административным центром упразднённого кантона Ле-Бар-сюр-Лу (округ Грас).
Площадь коммуны — 14,47 км², население — 2726 человек (2006) с выраженной тенденцией к росту: 2926 человек (2012), плотность населения — 202,2 чел/км².

## Население
Население коммуны в 2011 году составляло — 2860 человек, а в 2012 году — 2926 человек.
| 1962 | 1968 | 1975 | 1982 | 1990 | 1999 | 2006 | 2008 | 2011 | 2012 |
| ---- | ---- | ---- | ---- | ---- | ---- | ---- | ---- | ---- | ---- |
| 1501 | 1647 | 1691 | 2043 | 2465 | 2543 | 2726 | 2778 | 2860 | 2926 |

Динамика численности населения:

## Экономика
В 2010 году из 1760 человек трудоспособного возраста (от 15 до 64 лет) 1282 были экономически активными, 478 — неактивными (показатель активности 72,8 %, в 1999 году — 69,2 %). Из 1282 активных трудоспособных жителей работали 1182 человека (638 мужчин и 544 женщины), 100 числились безработными (55 мужчин и 45 женщин). Среди 478 трудоспособных неактивных граждан 138 были учениками либо студентами, 159 — пенсионерами, а ещё 181 — были неактивны в силу других причин.
На протяжении 2010 года в коммуне числилось 1191 облагаемое налогом домохозяйство, в котором проживало 3073,5 человека. При этом медиана доходов составила 21 тысяча 649 евро на одного налогоплательщика.